# П'ятимар
П'ятима́р (каз. Пятимар) — село у складі Жангалинського району Західноказахстанської області Казахстану. Адміністративний центр П'ятимарського сільського округу.
У радянські часи село називалось П'ятимарське.
Населення — 1051 особа (2021; 1337 у 2009, 1443 у 1999, 1381 у 1989).